# Río Coto
Río Coto är ett vattendrag i Costa Rica.   Det ligger i provinsen Puntarenas, i den sydöstra delen av landet, 190 km sydost om huvudstaden San José.